# Saison 5 de Legends of Tomorrow
Chronologie
Saison 4 Saison 6
La cinquième saison de Legends of Tomorrow, série télévisée américaine dérivée d’Arrow et Flash, diffusée à partir du 14 janvier 2020 sur The CW aux États-Unis.

## Synopsis
Astra, l'ancienne protégée de Constantine qui habite les Enfers, a ramené à la vie de nombreux criminels de renom et les a éparpillé à travers le temps. L'équipe, après les avoir baptisé des rappels, part à la recherche de ces criminels pour les renvoyer d'où ils viennent. Par la suite, ils devront également composer avec le passé de Charlie : elle est en réalité une des Moires, qui a autrefois détruit le Métier à Tisser du Destin, et ses deux sœurs sont à sa poursuite pour le récupérer.

## Distribution

### Acteurs principaux
- Brandon Routh (VF : Adrien Antoine) : Ray Palmer (épisodes 1 à 8) / Clark Kent / Superman (épisode 1)
- Caity Lotz (VF : Anne-Charlotte Piau) : Sara Lance / White Canary
- Maisie Richardson-Sellers (VF : Célia Rosich) : Charlie
- Tala Ashe (VF : Ariane Aggiage) : Zari Tarazi / Zari Tomaz (à partir de l'épisode 3)
- Shayan Sobhian (VF : Jean-Rémi Tichit) : Behrad Tarazi
- Jes Macallan (VF : Gaëlle Savary) : Ava Sharpe
- Amy Pemberton (VF : Elsa Davoine) : Gideon
- Courtney Ford (VF : Sara Viot) : Nora Darhk (épisodes 2 à 8) / Marie-Antoinette d'Autriche (épisodes 5, 6 et 15)
- Nick Zano (VF : Jean-François Cros) : Nathaniel "Nate" Heywood / Steel
- Dominic Purcell (VF : Eric Aubrahn) : Mick Rory / Heat Wave
- Matt Ryan (VF : Axel Kiener) : John Constantine
- Olivia Swann (VF : Géraldine Asselin) : Astra Logue

### Acteurs récurrents
- Adam Tsekhman (VF : Alexis Victor) : Gary Green
- Sarah Strange (VF : Ivana Coppola) : Lachésis
- Joanna Vanderham : Atropos
- Mina Sundwall : Lita

### Invités
- Marv Wolfman : Un fan de Flash et Supergirl (épisode 1)
- Osric Chau (VF : Alexandre Nguyen) : Ryan Choi (épisode 1)
- Michael Eklund (VF : Jérémie Covillault) : Grigori Raspoutine (épisode 2)
- Jonathan Sadowski (VF : Thierry Wermuth) : Benjamin Siegel (épisode 3)
- Terry Chen (VF : Boris Rehlinger) : Gengis Khan (épisode 6)
- Ramona Young (VF : Julia Boutteville) : Mona Wu (épisodes 2, 8, 14 et 15)
- Neal McDonough (VF : Bruno Dubernat) : Damien Darhk (épisode 6)

### Invités des séries dérivées et / ou du même univers
- Stephen Amell (VF : Sylvain Agaësse) : Oliver Queen / Green Arrow / Le Spectre (vocal uniquement ; épisode 1)
- Audrey Marie Anderson (VF : Anne Massoteau) : Lyla Michaels (épisode 1)
- Melissa Benoist (VF : Zina Khakhoulia) : Kara Danvers / Supergirl (épisode 1)
- Tom Cavanagh (VF : Serge Faliu) : Harrison « Nash » Wells (épisode 1)
- Jon Cryer (VF : Lionel Tua) : Lex Luthor (épisode 1)
- LaMonica Garrett (VF : Florian Wormser) : Mobius / Anti-Monitor (épisode 1)
- Rick Gonzalez (VF : Paolo Domingo) : Rene Ramirez / Wild Dog (épisode 1)
- Grant Gustin (VF : Alexandre Gillet) : Barry Allen / Flash (épisode 1)
- David Harewood (VF : Paul Borne) : J'onn J'onzz (épisode 1)
- Juliana Harkavy (VF : Anne O'Dolan) : Dinah Drake / Black Canary (épisode 1)
- Tyler Hoechlin (VF : Thibaut Lacour) : Clark Kent / Superman (épisode 1)
- Chyler Leigh (VF : Véronique Desmadryl) : Alexandra « Alex » Danvers (épisode 1)
- Nicole Maines (VF : Adeline Chetail) : Nia Nal / Dreamer (épisode 1)
- Danielle Panabaker (VF : Marie Diot) : Dr Caitlin Snow / Killer Frost (épisode 1)
- David Ramsey (VF : Namakan Koné) : John « Dig » Diggle (épisode 1)
- Ruby Rose (VF : Vanessa Van-Geneugden) : Kate Kane / Batwoman (épisode 1)
- Bitsie Tulloch (VF : Pamela Ravassard) : Lois Lane (épisode 1)
- Cress Williams (VF : Namakan Koné) : Jefferson Pierce / Black Lightning (épisode 1)

## Production
Le tournage de la cinquième saison a débuté le 15 juillet 2019.

## Liste des épisodes
Les titres de certains épisodes en français diffèrent d'un pays à l'autre, et les annonces des médias ne correspondent pas toujours aux incrustations.

### Épisode 1:Crisis on Infinite Earths: L'ultime combat
- États-Unis /  Canada : 14 janvier 2020 sur The CW / CTV Sci-Fi Channel
- France : 15 janvier 2021 sur Netflix
- 11 juillet 2021 sur CStar

- États-Unis : 1,352 million de téléspectateurs[2] (première diffusion)

- Stephen Amell (Voix originale d'Oliver Queen / Green Arrow)
- Grant Gustin (Barry Allen / Flash)
- Melissa Benoist (Kara Danvers / Kara Zor-El / Supergirl)
- David Ramsey (John Diggle / Spartan)
- Danielle Panabaker (Caitlin Snow / Killer Frost)
- Juliana Harkavy (Dinah Drake / Black Canary)
- Chyler Leigh (Alex Danvers)
- Rick Gonzalez (Rene Ramirez / Wild Dog)
- Bitsie Tulloch (Loïs Lane)
- Tyler Hoechlin (Clark Kent / Superman)
- Tom Cavanagh (Docteur Harrison Nash Wells / Pariah)
- Ruby Rose (Kate Kane / Batwoman)
- Marv Wolfman (Le chercheur d'autographes)
- Cress Williams (Jefferson Pierce / Black Lightning)
- Nicole Maines (Nia Nal / Dreamer)
- David Harewood (J'onn J'onzz / Hank Henshaw / Martian Manhunter)
- Jon Cryer (Lex Luthor)
- Reina Hardesty (Joss Mardon / Weather Witch)
- Eileen Pedde (La Présidente des États-Unis)
- Audrey Marie Anderson (Lyla Michaels)
- Osric Chau (Ryan Choi)
- Raul Herrera (Sargon)
- Tiahra Allen (Sara Diggle)
- Marcello Guedes (J.J. Diggle)

- C'est le cinquième et dernier épisode du crossover Crisis on Infinite Earths, débuté avec l'épisode 9 de la cinquième saison de Supergirl, suivi de l'épisode 9 de la première saison de Batwoman, puis l'épisode 9 de la sixième saison de Flash et l'épisode 8 de la huitième saison d’Arrow.
- Bien que crédité au générique, Matt Ryan n'apparaît pas dans l'épisode.
- Caméo de Marv Wolfman scénariste du crossover télévisé Crisis on Infinite Earths et qui est également l'auteur du crossover originel Crisis on Infinite Earths de 1985 paru dans les comics de DC Comics.

### Épisode 2:À la rencontre des légendes
- États-Unis /  Canada : 21 janvier 2020 sur The CW / CTV Sci-Fi Channel
- France : 15 janvier 2021 sur Netflix
- 11 juillet 2021 sur CStar

- États-Unis : 716 000 téléspectateurs[2] (première diffusion)

- Matt Ryan (John Constantine)
- Ramona Young (Mona Wu)
- Adam Tsekhman (Agent Gary Green)
- Sisa Grey (Mona Wu / Wolfie / Femelle Kaupe)
- Shayan Sobhian (Behrad Tarazi)
- Callum Seagram Airlie (Edgar)
- Adam Beauchesne (Kevin Harris)
- Michael Eklund (Grigori Raspoutine)
- Harrison MacDonald (Masher)
- Paul Batten (Sénateur Wellington)
- Luisa Jojic (Tsarine Alexandra)
- Ryan Elm (Tsar Nicolas II)

### Épisode 3:Bugsy
- États-Unis /  Canada : 4 février 2020 sur The CW / CTV Sci-Fi Channel
- France : 15 janvier 2021 sur Netflix
- 11 juillet 2021 sur CStar

- États-Unis : 788 000 téléspectateurs[2] (première diffusion)

- Shayan Sobhian (Behrad Tarazi)
- David Diaan (Monsieur Tarazi)
- Clayton Chitty (Officier Sullivan)
- Jonathan Sadowski (Benjamin Siegel)
- Haley Strode (Jeannie Hill)
- Mitra Lohrasb (Madame Tarazi)

### Épisode 4:Le Bal Du Diable
- États-Unis /  Canada : 11 février 2020 sur The CW / CTV Sci-Fi Channel
- France : 15 janvier 2021 sur Netflix
- 18 juillet 2021 sur CStar

- États-Unis : 735 000 téléspectateurs[2] (première diffusion)

- Adam Tsekhman (Agent Gary Green)
- Shayan Sobhian (Behrad Tarazi)
- Beth Riesgraf (Kathy Meyers)
- Seth Meriwether (Freddy Meyers adolescent)
- Lisa Marie DiGiacinto (Ali)
- Nick Fontaine (Alumnus)
- Garrett Quirk (Freddy Meyers)
- Jasmine Vega (Tiffany Harper adolescente)
- Samuel Braun (Brad adolescent)
- Pascal Lamothe-Kipnes (Ali adolescente)
- Sam Darkoh (DJ)
- Veronika London (Tiffany Harper)

### Épisode 5:Et Vice et Versailles
- États-Unis /  Canada : 18 février 2020 sur The CW / CTV Sci-Fi Channel
- France : 15 janvier 2021 sur Netflix
- 18 juillet 2021 sur CStar

- États-Unis : 719 000 téléspectateurs[2] (première diffusion)

- Adam Tsekhman (Agent Gary Green)
- Shayan Sobhian (Behrad Tarazi)
- Sarah Strange (Faiseuse de pièces)
- Alice Hunter (Natalie)
- Shayn Walker (Alex Logue)
- Melanie Rose Wilson (Les-Lay)
- Thea Highwarden (Natalie enfant)
- Kazz Leskard (Napoléon)
- Courtney Ford (Marie-Antoinette d'Autriche)

### Épisode 6:L'empereur contre-attaque
- États-Unis /  Canada : 25 février 2020 sur The CW / CTV Sci-Fi Channel
- France : 15 janvier 2021 sur Netflix
- 18 juillet 2021 sur CStar

- Adam Tsekhman (Agent Gary Green)
- Shayan Sobhian (Behrad Tarazi)
- Robin Atkin Downes (Voix originale du Bulldog)
- Terry Chen (Gengis Khan)
- Devyn Dalton (Puca)
- Chris Robson (Prince Charles)
- Nicholas Harrison (La garde du corps)
- Colin Foo (Monsieur Wu)
- Madeline Hirvonen (Pippa)

### Épisode 7:Noces Funèbres
- États-Unis /  Canada : 10 mars 2020 sur The CW / CTV Sci-Fi Channel
- France : 15 janvier 2021 sur Netflix
- 25 juillet 2021 sur CStar

- Neal McDonough (Damien Darhk)
- Matt Ryan (John Constantine)
- Adam Tsekhman (Agent Gary Green)
- Shayan Sobhian (Behrad Tarazi)
- Mina Sundwall (Lita)
- Madeline Hirvonen (Pippa)
- Lisa Marie DiGiacinto (Ali)
- Erik Gow (Monsieur Parker)

### Épisode 8:Roméo Contre Juliette
- États-Unis /  Canada : 17 mars 2020 sur The CW / CTV Sci-Fi Channel
- France : 15 janvier 2021 sur Netflix
- 25 juillet 2021 sur CStar

- Matt Ryan (John Constantine)
- Ramona Young (Mona Wu)
- Shayan Sobhian (Behrad Tarazi)
- Sarah Strange (Lachesis)
- Rowan Schlosberg (William Shakespeare)
- Art Kitching (Philip Henslowe)

### Épisode 9:La Blonde, L'Abrupte Et La Truande
- États-Unis /  Canada : 21 avril 2020 sur The CW[3] / CTV Sci-Fi Channel
- France : 15 janvier 2021 sur Netflix
- 25 juillet 2021 sur CStar

- Matt Ryan (John Constantine)
- Shayan Sobhian (Behrad Tarazi)
- Sarah Strange (Lachesis)
- Jack Gillett (Declan)
- Mina Sundwall (Lita)
- Joanna Vanderham (Atropos)
- Lisa Marie DiGiacinto (Ali)
- Aria Demaris (Gilly)
- Josh Bogert (Kirk)
- Emmerson Sadler (Lita enfant)
- Scarlett Jando (Lita enfant)

### Épisode 10:Petits Meurtres Entre Ennemis
- États-Unis /  Canada : 28 avril 2020 sur The CW / CTV Sci-Fi Channel
- France : 15 janvier 2021 sur Netflix
- 1er août 2021 sur CStar

- Matt Ryan (John Constantine)
- Adam Tsekhman (Agent Gary Green)
- Sarah Strange (Lachesis)
- Joanna Vanderham (Atropos)
- Timothy Lyle (Docteur White / Jack l'éventreur)
- Abby Ross (Bonnie Parker)
- Marion Esman (Madame Hughes)
- Ben Sullivan (Clyde Barrow)
- Robert Corness (Tiberius)
- Chris Gauthier (Henri VIII)
- Sean Millington (en) (César le noir)
- Peter Ciuffa (Brutus)
- Samantha Liana Cole (L'enchanteresse)

### Épisode 11:Un Chien Dans Un Jeu De Quilles
- États-Unis /  Canada : 5 mai 2020 sur The CW / CTV Sci-Fi Channel
- France : 15 janvier 2021 sur Netflix
- 1er août 2021 sur CStar

- Matt Ryan (John Constantine)
- Adam Tsekhman (Agent Gary Green)
- Mina Sundwall (Lita)

### Épisode 12:Retour À La Fac
- États-Unis /  Canada: 12 mai 2020 sur The CW / CTV Sci-Fi Channel
- France : 15 janvier 2021 sur Netflix
- 1er août 2021 sur CStar

- Matt Ryan (John Constantine)
- Adam Tsekhman (Agent Gary Green)
- Sarah Strange (Lachesis)
- Mina Sundwall (Lita)
- Drew Tanner (Dion / Dionysos)
- Austin Macwhirter (Bro)
- Jennifer Tong (Inez Martin)
- Briana Skye (Silvia « Sil » Hines)
- Lillian Doucet-Roche (Mel)
- Elijah Silva (Mikey)
- Elior Desage (Henry)
- Jade Falcon (Lisa Lindhome)
- Angela Galanopoulos (Terri)
- Brian Calvert (Gene)
- Nathan Yan (Chris)
- Colton Mackie (Tim)

### Épisode 13:Je Suis Une Légende
- États-Unis /  Canada : 19 mai 2020 sur The CW / CTV Sci-Fi Channel
- France : 15 janvier 2021 sur Netflix
- 8 août 2021 sur CStar

### Épisode 14:Le Pire Des Mondes
- États-Unis /  Canada : 26 mai 2020 sur The CW / CTV Sci-Fi Channel
- France : 15 janvier 2021 sur Netflix
- 8 août 2021 sur CStar

### Épisode 15:Roman Moire
- États-Unis /  Canada : 2 juin 2020 sur The CW / CTV Sci-Fi Channel
- France : 15 janvier 2021 sur Netflix
- 8 août 2021 sur CStar

- Sisqo
- Courtney Ford (Marie-Antoinette)